# تاجر المواسم الأربعة (فلم)
تاجر المواسم الأربعة (فيلم) (بالإنجليزية: The Merchant of Four Seasons) (بالألمانية: Händler der vier Jahreszeiten) فيلم ألماني غربي لعام 1971 من تأليف وإخراج راينر فيرنر فاسبيندر Rainer Werner Fassbinder، وبطولة هانز هيرشمولر وإيرم هيرمان. يروي الفيلم حياة بائع فاكهة، عاش في ميونخ في الخمسينيات من القرن الماضي، مدفوعًا إلى مصيره في مجتمع غير عابئ. يستكشف الفيلم قضايا التحيزات الطبقية والعنف المنزلي والخيانة الزوجية والخلاف الأسري والإكتئاب والسلوك المدمر للذات.

## طاقم التمثيل
- هانز هيرشموللر: في دور هانز إيب
- إيرم هيرمان: في دور إيرمجارد
- هانا شيجولا: في دور آنا
- كلاوس لوفيتش: في دور هاري
- كارل شيدت: في دور أنزيل
- أندريا شوبر: في دور رينات (ابنة هانز)
- كورت راب: في دور كورت (صهر هانز)
- إنجريد كافين: في دور حب هانز العظيم
- جوستي كريسل: في دور والدة هانز
- هايدي سيمونز: في دور هايدي (أخت هانز المتزوجة)[7]

## أحداث الفيلم
تدور أحداث الفيلم في ميونيخ في فترة الخمسينيات، حيث يعود هانز إيب الرجل العادي والمحبوب، إلى الوطن بعد أن أمضى عدة سنوات في الفيلق الأجنبي الفرنسي. توبخه والدته وهي تقول «الشاب الصالح يموت صغيراً، ويعود أمثالك سالمين»، تقول هذا بعد سماعها بوفاة الصديق الشاب الذي إصطحبه هانز إلى الجيش معه. يعمل هانز كبائع متجول للفاكهة، حيث ينادي على منتجاته ويقوم بجولاته بإجتهاد في الشوارع السكنية. هانز قصير القامة وممتلئ الجسم، وهو متزوج من إيرمجارد النحيفة، طويلة القامة والتي تساعده في عمله، ولهم ابنة صغيرة أسمها رينات. ذات يوم يبيع هانز الفاكهة لإمرأة متزوجة جذابة في مبنى سكني، التي تطلب منه تسليم الكمثرى بنفسه وتدعوه إلى ذلك، لكنه يرفض قائلاً «في وقت آخر»، وهذه المرأة هي الحب الكبير في حياة هانز منذ شبابه. تسأل إيرمجارد المتشككة لماذا يستغرق وقتًا طويلاً في عمله، يهرب من شكاويها المستمرة بالتخلي عن عربته والذهاب إلى حانة قريبة. سرعان ما تظهر علامات سيئة لوجوده الفارغ: الجدال مع زوجته، الإفراط في الشرب، الندم على الفرص الشخصية والمهنية الضائعة. أثناء تواجده في الحانة، يشعر هانز بالعاطفة تجاه أيامه الذهبية كشرطي، وفي إحدى ذكريات الماضي، يتذكر كيف أحضر ذات يوم عاهرة إلى مركز الشرطة لأخذ إفادة، لكنها إستدرجته لممارسة الجنس الفموي، ويدخل رئيسه ويلقي القبض عليه ويطرد من الخدمة.
تحدث مصادمات بين الزوجين، وتفر إيرمجارد من البيت وتلجأ إلى أسرة هانز وتطلب الطلاق. يصاب هانز بأزمة قلبية بينما يتعافى في المستشفى، تسمح زوجته لرجل أن يلتقطها من الشارع، وتأخذه إلى فراشها، لكن إبنتها الصغيرة تفاجئهما. تبكي إيرمجارد في المستشفى، ويتصالح الزوجين. بمجرد عودتهما إلى المنزل وهم على وشك ممارسة الجنس، تشرح إيرمجارد أنها تجده أحيانًا مضحكًا لأنه أقصر منها كثيرًا وأنها أصبحت مهتمة به في المقام الأول لأنه كان هزليًا جدًا. أصبح هانز لا يستطيع العمل أو الشرب بعد النوبة القلبية، لذلك بدأت إيرمجارد تلعب دورًا أكبر في العمل، أيضا لم يعد قادرًا على دفع العربة، ولذلك إستأجر هانز مساعدًا صادقًا ومجتهدًا، وهو آنزل، وهو الرجل الذي أقامت معه إيرمجارد علاقة أثناء مرض هانز. لا يستمر الحال كثيرا، ويقوم هانز بطرد آنزل.
أثناء تناول هانز الطعام مع هاري صديقه القديم من السنوات التي قضاها في الفيلق الأجنبي، ويعرض عليه وظيفة، وسرعان ما يقترح هانز على زوجته أن ينتقل هاري للأقامة معهم، وتحتج، لكن هانز يصر. يثبت هاري أنه عامل مجتهد يأخذ العربة في الشوارع ويكسب أكثر من هانز. على الرغم من إحتراف هاري وتفانيه في تحقيق أرباح أعمال هانز ونجاحها، إلا أنهما يجعلان هانز معزولًا في حياته الخاصة، مما يؤدي به إلى مزيد من العزلة واليأس.
يعود هانز في فترة إكتئابه للحب الكبير في حياته، ويتذكر كيف رفضته لأن والديها لم يرغبا في زواجها من بائع فواكه. وبالرغم من أنها الآن متزوجة من آخر، الإ إنها تحاول ممارسة الجنس العرضي مع هانز، لكنه يرفض ويغادر. يزور هانز أخته المفضلة آنا، وهي مشغولة بدراستها وليس لديها وقت له. يقول الطبيب إن تناول كميات كبيرة من الكحول قد يكون قاتلاً لهانز بسبب قلبه الضعيف، وفي النهاية، يذهب هانز عمداً إلى حانة، وأثناء الشرب، يتذكر حادثة عندما كان في الفيلق الأجنبي في المغرب، حيث تم أسره وتعذيبه، وأنقذه رفاقه في اللحظة الأخيرة، لم يعد هانز يرغب في العيش، وفي عشاء كبير مع زوجته وهاري ورفاقه، يحتسي هانز بضع عشرات من المشروبات الكحولية، ويسقط ميتًا. يوافق هاري بعد الجنازة على البقاء مع إيرمجارد ويستولى على الحياة التي كانت مخصصة لهانز.

## إستقبال الفيلم
كان فيلم «تاجر المواسم الأربعة» نقطة تحول في مسيرة فاسبيندر المهنية، إيذانًا بدخوله ساحة السينما الدولية ويعتبره نقاد السينما من أفضل أفلام فاسبيندر. منح موقع الطماطم الفاسدة Rotten Tomatoes الفيلم تقييم 93%.

## وصلات خارجية
- تاجر المواسم الأربعة  في قاعدة بيانات الأفلام على الإنترنت (بالإنجليزية)
- The Merchant of Four Seasons: Downward Mobility in Munich an essay by Thomas Elsaesser at the Criterion Collection